# Kurbayerischer Atlas

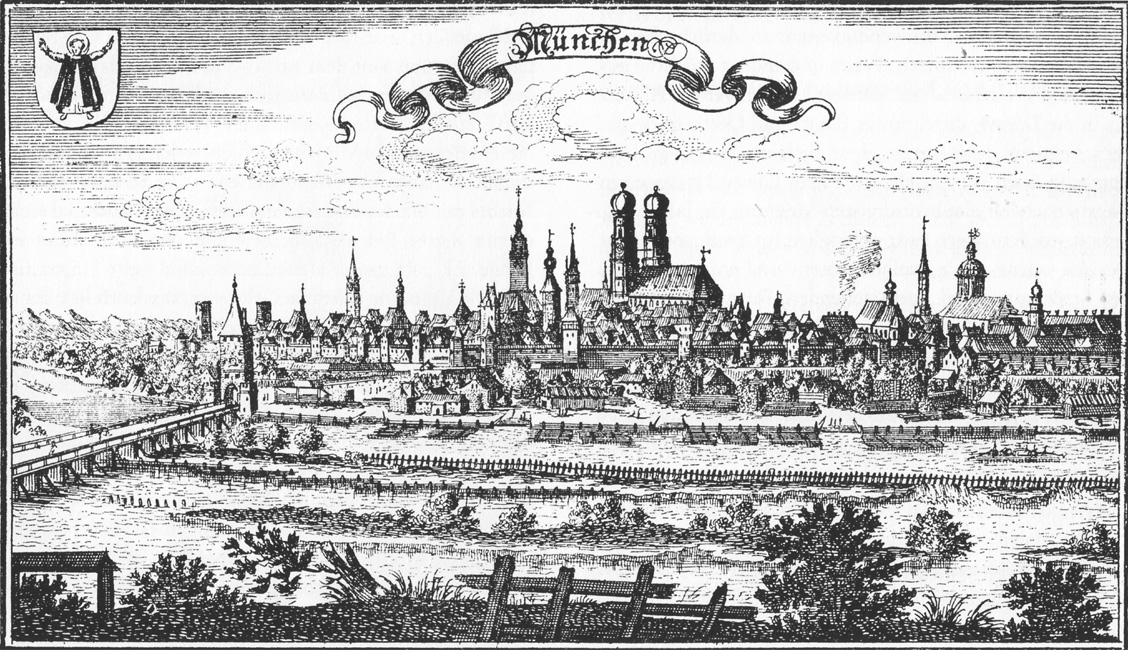
Stadtansicht Münchens aus dem Kurbayerischen Atlas

Der Kurbayerische Atlas ist eine geographische Beschreibung des Kurfürstentums Bayern aus dem späten 17. Jahrhundert.
Der ausführliche Originaltitel lautet:

„Chur-Bayerischer Atlas / Das ist: Eine Grundrichtige, Historische, und mit vielen schönen Kupfern und Land-Karten gezierte Abbildung, aller in dem hochberühmten Chur-Hertzogthum Ober- und Nieder-Bayern, auch in der Obern Pfalz ligenden vortrefflichen Städten, Märkt, und theils Schlösser, samt deroselben Ursprung, Fortpflanzung und andere merkwürdigste Bayrische Denk-Sachen, alle aus dem unverfälschten Grund der Antiquität enthalten.
Beschrieben und Verfasset von ANTONIO GUILIELMO Ertl, der Rechten Licenciat, Chur-Bayerischen Hofgerichts-Advocaten, und des Lobwürdigen Closters Steingadten Ober-Richtern zu Widtraeltingen, auch andern Schwäbischen Dorffschafften.“

Das Werk erschien erstmals 1687 mit einer Beschreibung der Städte, Märkte und Schlösser Bayerns. 1690 erschien eine neue zweibändige Ausgabe, der hinzugekommene Band 2 umfasste außerdem bayerische Stifte, Abteien, Propsteien und Klöster. Die Kupferstiche stammen von Johann Ulrich Krauß (1655–1719). Der Münchner Jurist Anton Wilhelm Ertl (1654–1715) – zu dieser Zeit Oberrichter des Klosters Steingaden in Wiedergeltingen – verfasste den Text. Weitere Ausgaben erschienen 1698, 1703 und 1705.